# Messara-Pferd
Das Messara-Pferd (auch Kretanisches Pferd) ist eine Pferderasse, die auf der griechischen Insel Kreta beheimatet ist. Das Hauptverbreitungsgebiet liegt im Regionalbezirk Iraklio, in der auch die Messara-Ebene liegt, was den Namen der Rasse erklärt.
Hintergrundinformationen zur Pferdebewertung und -zucht finden sich unter: Exterieur, Interieur und Pferdezucht.

## Exterieur
Das Messara-Pferd hat einen trockenen Körperbau, einen geraden Kopf und einen mittellangen Rücken. Es hat feines Langhaar, einen hoch angesetzter Schweif und ein Stockmaß von 120 bis 140 cm. Unter den Messara-Pferden finden sich hauptsächlich Braune, Dunkelbraune, Rappen und Schimmel.

## Interieur
Den Messara-Pferden ist der Passgang (griech. Jorga) angeboren, weshalb sie im Volksmund auch Jorgalidka genannt werden. Sie sind bequem zu sitzen, verlässlich und trittsicher und schnell auch in unebenem Gelände. Sie dienen als leichtes Reit- und Fahrpferd und werden für leichte Feldarbeit und den Transport verwendet. Die Hengste werden auch für die Maulesel-Zucht eingesetzt.

## Zuchtgeschichte
Die Rasse existiert seit dem Jahr 1000 oder länger, in der Zeit der Belagerung Kretas durch die Osmanen wurden Araber-Hengste eingekreuzt. Seit 1994 gibt es ein Zuchtbuch. 2023 sind etwa 150 Exemplare der Rasse registriert. Die meisten davon leben auf Kreta, aber auch im übrigen Griechenland sind die Messara-Pferde gefragt.